# Takagioma unita
Takagioma unita är en insektsart som beskrevs av Thapa 1989. Takagioma unita ingår i släktet Takagioma och familjen dvärgstritar. Inga underarter finns listade i Catalogue of Life.